# Fermo posta Tinto Brass
Fermo posta Tinto Brass és una pel·lícula de comèdia eròtica italiana estrenada en 1995, dirigida per Tinto Brass rodada en segments i protagonitzada pel mateix director al costat de l'actriu Cinzia Roccaforte.

## Sinopsi
Tinto Brass i la seva secretària Lucía (Cinzia Roccaforte) estan en l'oficina de Venècia del director. Lucía llegeix cartes (algunes acompanyades de cintes de vídeo) enviades a Brass per set de les seves admiradores de tota Itàlia, que reflecteixen les fantasies sexuals d'aquestes dones. Tinto Brass usa el seu propi nom i és esmentat com un mestre del cinema eròtic.

## Repartiment
- Tinto Brass es ell mateix.
- Cinzia Roccaforte és Lucía.
- Cristina Rinaldi és Ivana.
- Erika Savastani és Elena.
- Gaia Zucchi és Renata.
- Carla Solaro és Francesca.
- Gabriella Barbuti és Rossella.
- Alessandra Antonelli és Betta.
- Laura Gualtieri és Milena.
- Sarah Cosmi és Sofía.
- Claudia Biagiotti és María.
- Paolo Lanza és Guido.
- Pascal Persiano és Paolo.